# Jet2.com
Jet2.com Limited, nota anche semplicemente come Jet2, è una compagnia aerea a basso costo britannica che effettua voli di linea e charter dal Regno Unito. Nel 2019 è stata la terza compagnia aerea di linea nel Regno Unito per numero di voli, dietro EasyJet e British Airways.
Ha la base principale presso l'aeroporto di Leeds-Bradford, con ulteriori basi a Belfast-Aldergrove, Birmingham, Bournemouth, Bristol, Edimburgo, Glasgow, Liverpool, Londra-Luton, Londra-Stansted, Manchester, Newcastle upon Tyne e Nottingham. La compagnia detiene una licenza di esercizio di tipo A per il trasporto di passeggeri, merci e posta su aeromobili con 20 o più posti a sedere. Jet2.com offre anche un servizio di charter tramite il suo marchio Jet2charters.

## Storia

### Le origini
Jet2.com Limited è una filiale di Jet2 plc. La compagnia aerea iniziò le operazioni nel 1983 con il nome di Channel Express, quando fu acquistata dal presidente esecutivo del gruppo Dart, Philip Meeson. Inizialmente operatore di trasporto merci, dal 2001 la compagnia aerea iniziò anche ad effettuare servizi charter passeggeri con aeromobili Boeing verso destinazioni internazionali, su rotte prevalentemente a corto e medio raggio.

### Anni di formazione
Nel 2002, Channel Express fondò Jet2.com con sede all'aeroporto di Leeds-Bradford. Il 12 febbraio 2003 Jet2.com iniziò a operare con la propria identità, con il suo primo volo da Leeds-Bradford ad Amsterdam, operato due volte al giorno con due Boeing 737-300. Nel corso del 2003 furono lanciati ulteriori voli di linea verso sette destinazioni europee.
Nel 2004 una seconda base venne aperta all'aeroporto di Manchester, dove Jet2 operava dal Terminal 1. La compagnia acquistò anche ulteriori Boeing 737 e 757 e aprì una base all'aeroporto internazionale di Belfast. Nel 2005, Jet2 inaugurò una terza base a Newcastle. Nel corso dell'anno, la società acquisì due Boeing 757-200, che le hanno consentito di volare su destinazioni di medio-lungo raggio e di trasportare più passeggeri sulle popolari rotte esistenti. Questi aerei hanno aiutato la compagnia ad aprire altre due basi a Blackpool ed Edimburgo. Nel 2006, la società si è trasferita da Bournemouth a Leeds ed è stata ribattezzata Jet2.com Limited.

### Espansione

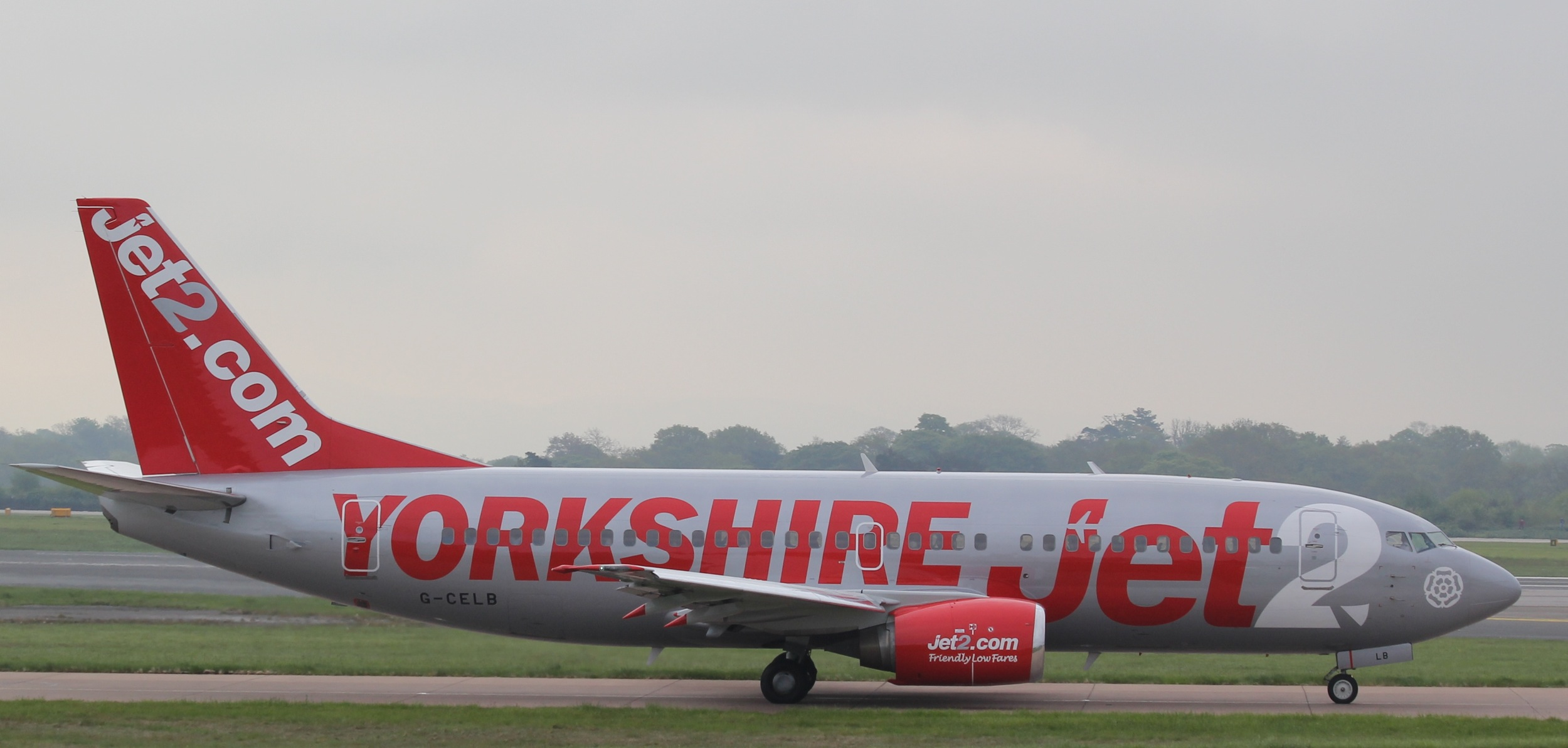
Un Boeing 737-300 in livrea speciale dedicata allo Yorkshire.

Nel novembre 2008, Jet2 ha cambiato il suo slogan da "The North's Low Cost Airline" a "Friendly Low Fares". Ciò ha preceduto l'annuncio dell'apertura di un hub all'aeroporto delle Midlands Orientali, il primo della compagnia aerea al di fuori del nord dell'Inghilterra o della Scozia. La base è stata aperta nel maggio 2010.
Nei mesi di novembre e dicembre 2008 la compagnia aerea ha operato quattro voli diretti da Leeds-Bradford a New York-Newark utilizzando i Boeing 757-200, con una serie di voli pianificati anche da Leeds Bradford e Newcastle nel dicembre 2010. Ancora una volta, Jet2 reintrodusse voli stagionali di Natale per New York durante la stagione invernale 2012; tuttavia, questa volta i voli sarebbero stati operati da Glasgow, East Midlands e Newcastle, oltre a Leeds. I voli stagionali per New York sono continuati ogni anno e ora partono da cinque delle sue basi nel Regno Unito.
Nel 2010, la compagnia ha annunciato che un'ottava base all'aeroporto di Glasgow sarebbe stata aperta nell'aprile 2011, con inizialmente nove rotte pianificate. La base è stata aperta il 31 marzo, prima del previsto. Nel gennaio 2011, la compagnia ha introdotto nella sua flotta alcuni Boeing 737-800 di seconda mano, aeromobili di dimensioni intermedie rispetto ai Boeing 737-300 e ai Boeing 757-200 già in servizio.
Nel suo primo anno di attività Jet2 ha trasportato oltre 600.000 passeggeri, saliti a oltre nove milioni nel 2017, il totale più alto registrato fino a quel momento.
Il 17 settembre 2016 la compagnia ha ricevuto il suo primo Boeing 737-800 nuovo di zecca, parte di un ordine di trenta esemplari effettuato nel 2015. Nel settembre 2016, Jet2 ha annunciato che avrebbe iniziato le operazioni dall'aeroporto di Birmingham e dall'aeroporto di Londra Stansted (la prima base della compagnia aerea nel sud dell'Inghilterra) nel marzo dell'anno successivo. Nel novembre 2016 Jet2 ha aperto il suo nuovo hangar di manutenzione a Manchester. Nel dicembre 2016, Jet2.com ha annunciato di aver ordinato altri quattro Boeing 737-800, portando il totale dell'ordine a 34.

### Sviluppi recenti
Nel 2019 Jet2 ha ricevuto l'ultimo dei 34 Boeing 737-800 ordinati, portando la sua flotta permanente e in leasing a oltre 100 aeromobili. Il 2019 ha inoltre visto un nuovo record di passeggeri trasportati, 14,39 milioni su 82.931 voli. Si tratta di un aumento di oltre il 18% rispetto all'anno precedente.
A causa della pandemia di COVID-19, Jet2 ha annunciato la sospensione di tutte le operazioni di volo dalla primavera al luglio del 2020, con eccezione dei soli voli di rimpatrio per cittadini britannici all'estero. Il 17 agosto 2020, Jet2 ha annunciato tramite BALPA, che avrebbero licenziato 102 piloti da varie basi del Regno Unito, a causa della pandemia.
L'11 novembre 2020, Jet2.com e Jet2holidays hanno annunciato che avrebbero aperto la loro decima base nel Regno Unito presso l'aeroporto di Bristol il successivo 1º aprile, operando verso 33 destinazioni. Nel giugno 2021, Jet2.com ha annunciato di aver posticipato il previsto riavvio delle operazioni al 1º luglio 2021 sulla scia delle ultime modifiche alle normative di viaggio del governo.
Nel settembre 2021 Jet2 ha annunciato un ordine per 36 Airbus A321neo, più 24 opzioni, per un totale di 60 aerei. Sebbene Jet2 abbia operato in leasing un piccolo numero di jet Airbus per far fronte alla domanda estiva, questo è il primo ordine diretto di Airbus da Jet2 e un passaggio dalla flotta tradizionalmente tutta Boeing dell'azienda. La compagnia ha gradualmente esercitato tutte le opzioni e aumentato il numero di ordini, portandolo nel luglio 2024 a 146 A321neo totali.

## Identità aziendale

### Proprietà

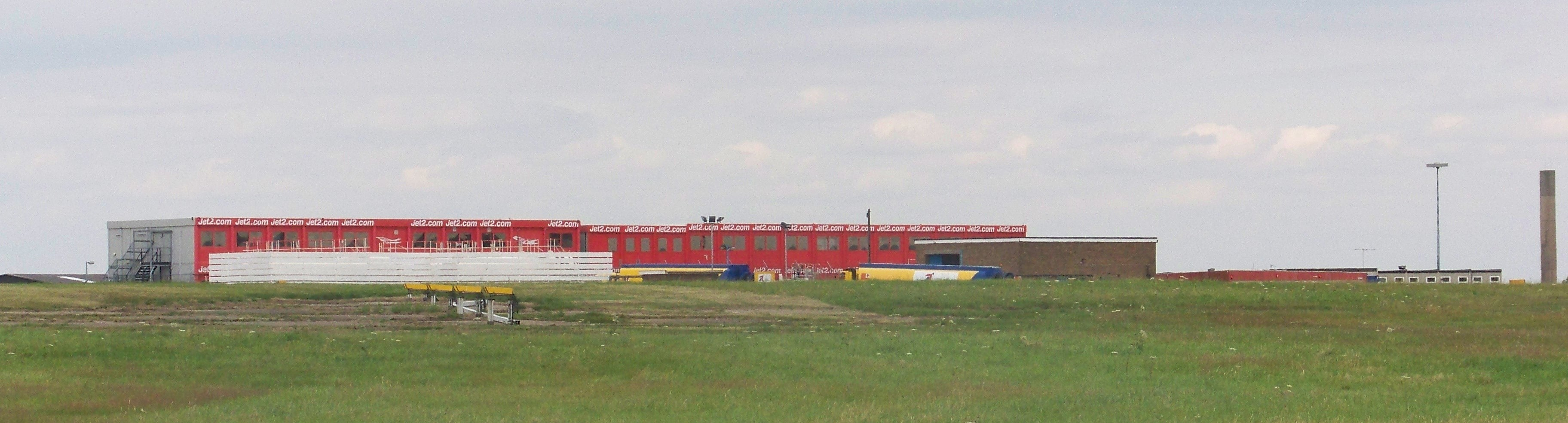
Low Fare Finder House, la sede di Jet2

Jet2.com è interamente di proprietà di Jet2 plc (ex Dart Group PLC), una holding con sede a Leeds, in Inghilterra.

### Quartier generale
Il quartier generale di Jet2, Low Fare Finder House, è situato sul terreno dell'aeroporto di Leeds-Bradford. La costruzione della struttura è iniziata nel 2006, al fine di ospitare piloti, personale di cabina e centro di gestione delle operazioni.
Nell'aprile 2013, Jet2 ha trasferito in un nuovo ufficio i suoi reparti contatto clienti, finanza, IT, risorse umane, commerciale e marketing; il nuovo edificio venne chiamato "Holiday House", ed è situato nel centro della città di Leeds. Nel settembre 2014, la compagnia aerea ha aperto una nuova accademia di formazione da 9,5 milioni di sterline presso l'Euroway Industrial Estate a Bradford.

### Sussidiarie
Nel 2007 è stata lanciata la consociata Jet2holidays che offre pacchetti vacanze. Il 29 aprile 2015 è stata lanciata la Jet2CityBreaks. Nel giugno 2017, Jet2 ha lanciato Jet2Villas attraverso il suo marchio Jet2holidays.

## Flotta

### Flotta attuale

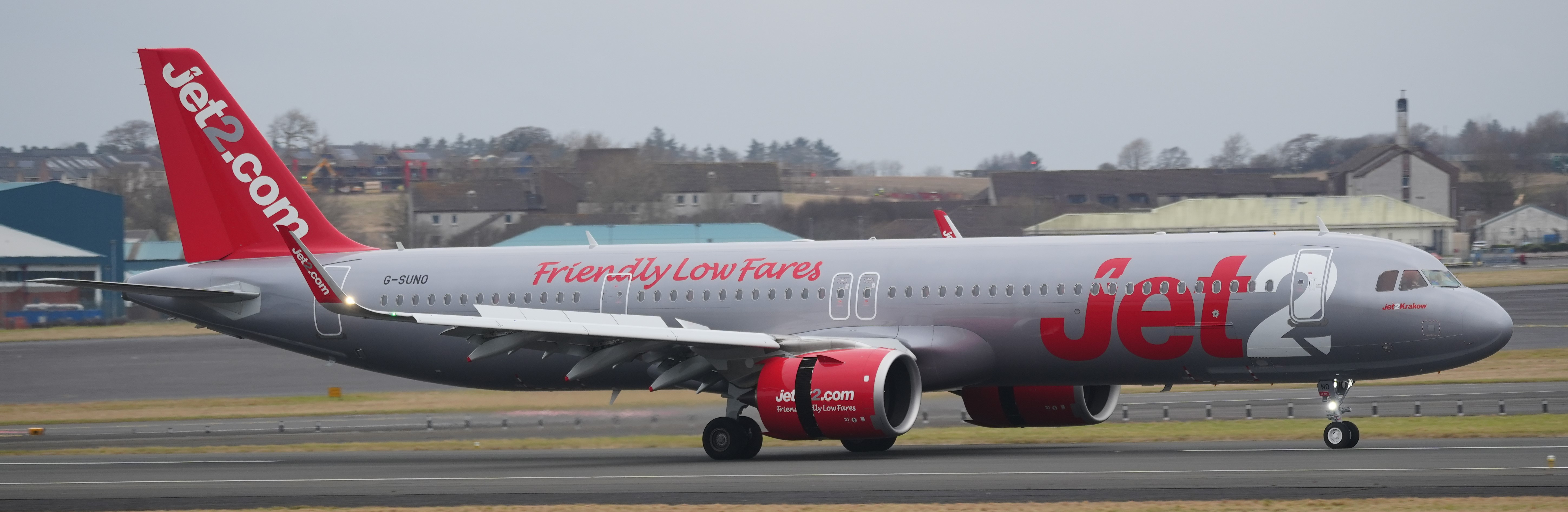
Un Airbus A321neo.

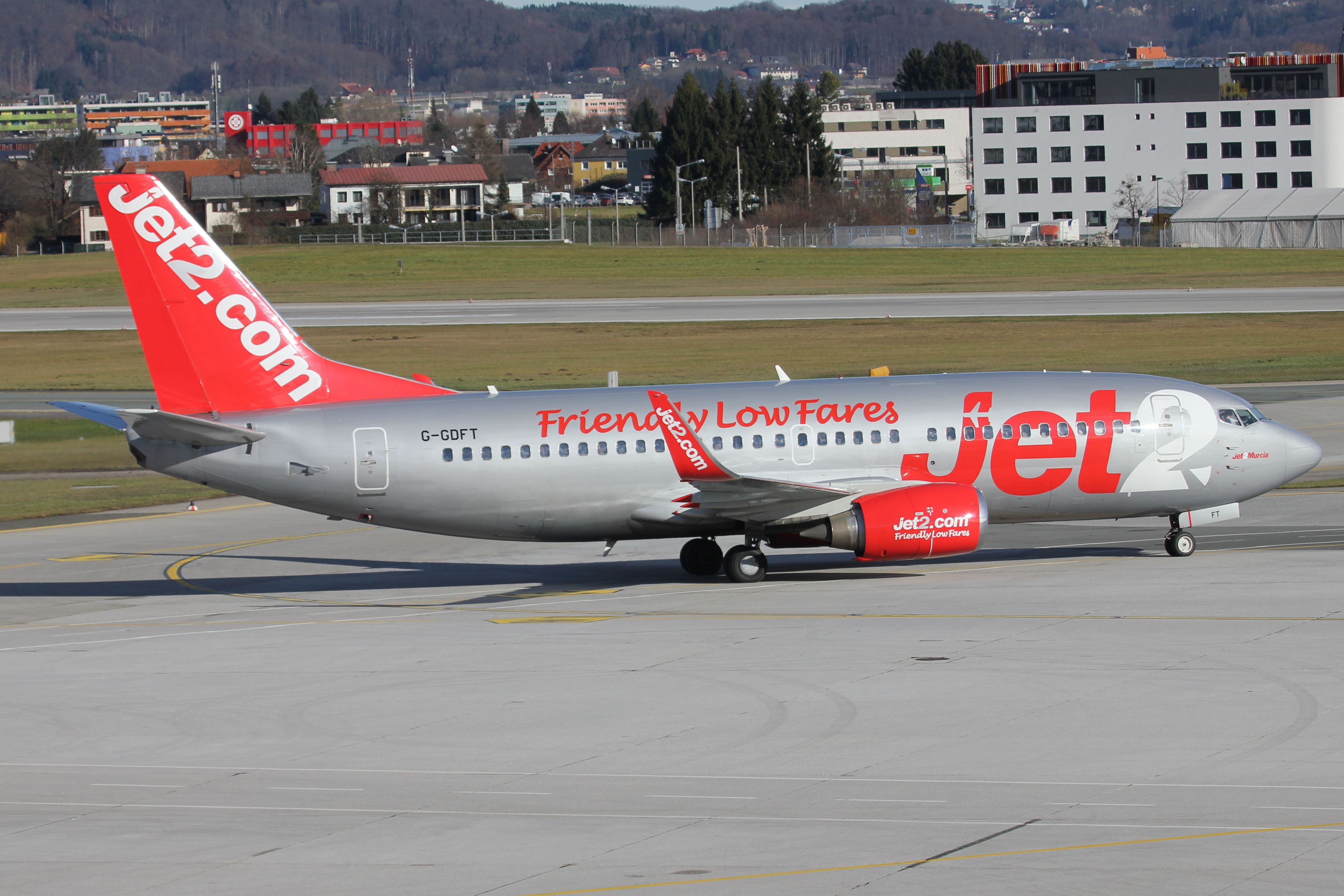
Un Boeing 737-300.

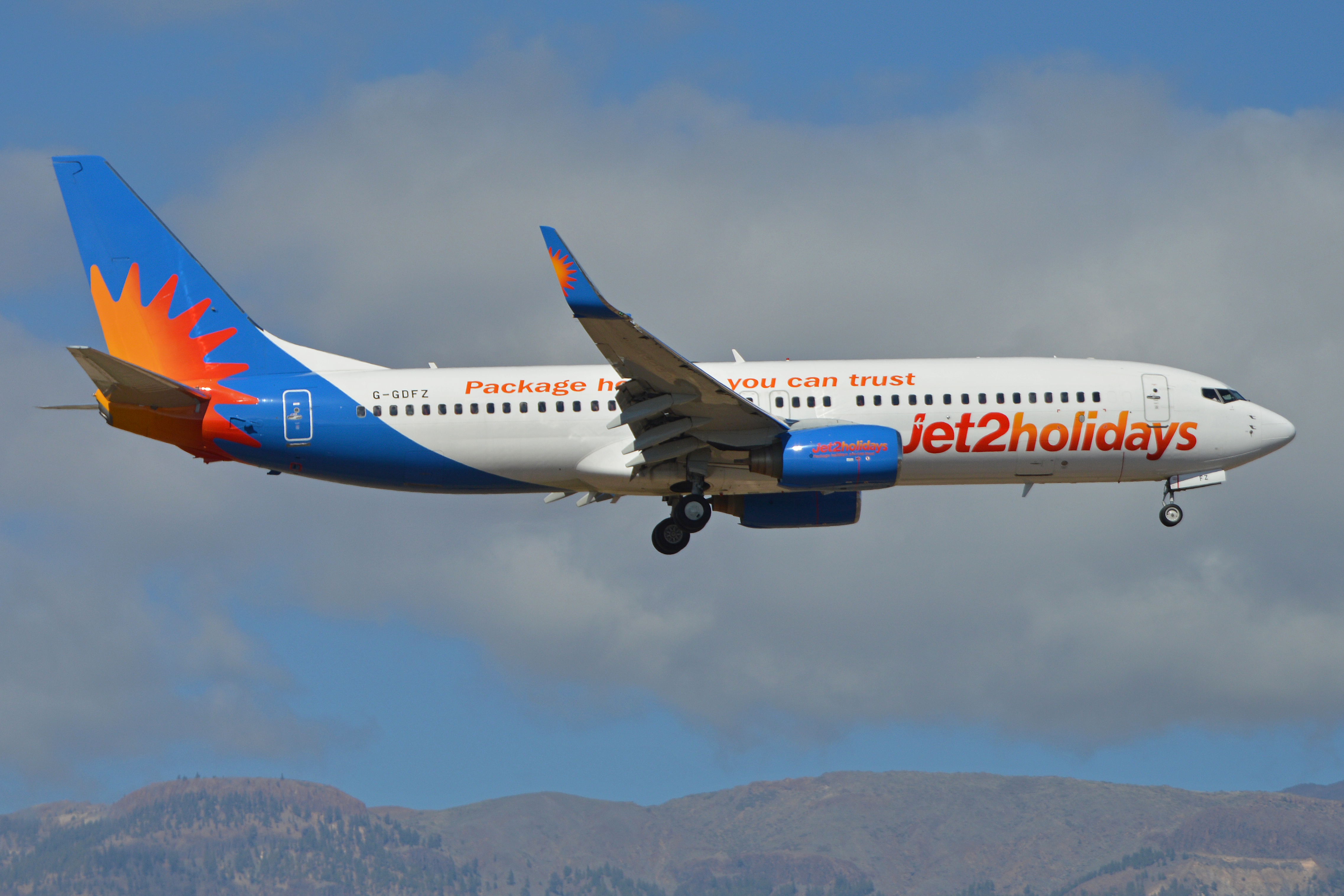
Un Boeing 737-800 in livrea Jet2 Holidays.

Ad agosto 2025 la flotta di Jet2 è così composta:

### Flotta storica

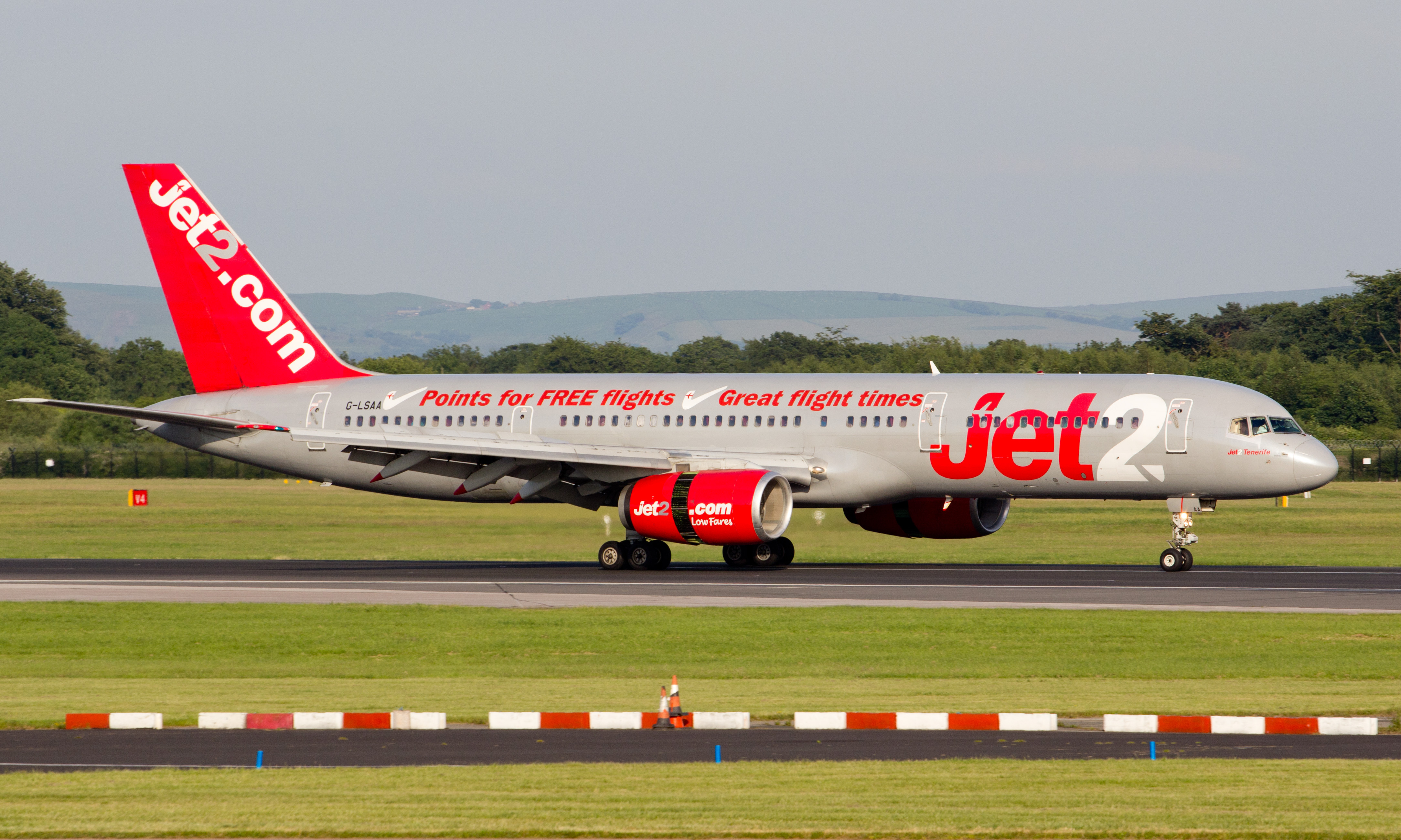
Un Boeing 757-200.

Jet2.com operava in precedenza con i seguenti aeromobili: